# INS Karanj (S23)
Pour les autres navires du même nom, voir INS Karanj.
L'INS Karanj (pennant number : S23) est le troisième bâtiment du premier lot de six sous-marins de classe Kalvari de la marine indienne. Il s’agit d’un sous-marin d'attaque conventionnel diesel-électrique basé sur la classe Scorpène, conçu par le groupe naval de défense et d’énergie français DCNS et fabriqué par Mazagon Dock Limited, un chantier naval indien à Bombay. Le navire a été lancé le 31 janvier 2018,.
Le sous-marin a été livré à la marine indienne le 15 février 2021,,. Il a été mis en service le 10 mars 2021 à Mumbai en présence du chef d'état-major de la marine, l’amiral Karambir Singh, et de l’amiral (à la retraite) V. S. Shekhawat,,.
Le sous-marin hérite de son nom de l’INS Karanj (S21) qui a servi dans la marine de 1969 à 2003, et a été nommé d’après l’île de Karanja, également connue sous le nom d’île d’Uran, située dans le district de Raigad au Maharashtra,.